# John Gläser
John Gläser (12. Juni 1888 in Berlin – 27. Mai 1968 in Frankfurt am Main) war ein deutscher Opernsänger (Tenor), Gesangspädagoge und Theaterfunktionär.

## Leben
Gläser war bereits Solist des Hof- und Domchors, bevor er mit seinem eigentlichen Gesangsstudium in Berlin begann. Seine Bühnenkarriere startete 1911 am Stadttheater von Ulm. Danach war er am Hoftheater Altenburg (Thüringen) und kam 1912 an das Opernhaus Breslau. Fünf Jahre später ging er 1917 an das Opernhaus Frankfurt, dort blieb er auch bis zu seinem Karriereende. In Frankfurt sang er u. a. am 21. Januar 1920 bei der Uraufführung der Oper Der Schatzgräber von Franz Schreker den „Elis“. Gastspiele führten ihn nach Berlin, München, Hamburg, Wien und zu den Salzburger Festspielen von  1926, wo er den „Bacchus“ in Ariadne auf Naxos sang.
Anlässlich seines 25-jährigen Frankfurter Jubiläums 1942 gab er seine letzte Vorstellung als „Canio“ im Bajazzo. Danach arbeitete er weiter als Gesangspädagoge. Von 1961 bis 1963 war er zudem ehrenamtlicher Präsident der Genossenschaft Deutscher Bühnen-Angehöriger.
Gläser war mit der Sopranistin Agnes Werninghaus (1893–1960) verheiratet.
Plattenaufnahmen zunächst für Grammophon (Berlin 1919–20), dann für Parlophon (Berlin 1926–32).